# Podstrm
Podstrm je naselje v Občini Kostanjevica na Krki.